# Соем (Нью-Мексико)
Соем (англ. Soham) — переписна місцевість (CDP) в США, в окрузі Сан-Мігель штату Нью-Мексико. Населення — 147 осіб (2020).

## Географія
Соем розташований за координатами 35°25′1″ пн. ш. 105°29′55″ зх. д. / 35.41694° пн. ш. 105.49861° зх. д. (35.416867, -105.498497).  За даними Бюро перепису населення США в 2010 році переписна місцевість мала площу 4,01 км², уся площа — суходіл.

## Демографія
Згідно з переписом 2010 року, у переписній місцевості мешкало 210 осіб у 87 домогосподарствах у складі 49 родин. Густота населення становила 52 особи/км².  Було 101 помешкання (25/км²).
Расовий склад населення:
| - 56,7 % — білих - 1,4 % — корінних американців - 41,4 % — осіб інших рас |

До двох чи більше рас належало 0,5 %. Частка іспаномовних становила 87,6 % від усіх жителів.
За віковим діапазоном населення розподілялося таким чином: 24,3 % — особи молодші 18 років, 59,5 % — особи у віці 18—64 років, 16,2 % — особи у віці 65 років та старші. Медіана віку мешканця становила 42,0 року. На 100 осіб жіночої статі у переписній місцевості припадало 98,1 чоловіків;  на 100 жінок у віці від 18 років та старших — 101,3 чоловіків також старших 18 років.
За межею бідності перебувало 14,1 % осіб, у тому числі 0,0 % дітей у віці до 18 років та 100,0 % осіб у віці 65 років та старших.
Цивільне працевлаштоване населення становило 28 осіб. Основні галузі зайнятості: публічна адміністрація — 100,0 %.